# Arctia infumata
Arctia infumata là một loài bướm đêm thuộc phân họ Arctiinae, họ Erebidae.